# Balatonszemes
Balatonszemes ist eine ungarische Gemeinde im Kreis Siófok, das im Komitat Somogy liegt. Sie befindet sich am Südufer des Balaton zwischen Balatonlelle und Balatonszárszó.

## Geschichte
Von 1790 bis 1861 gab es eine Postkutschenstation für den Pferdewechsel, ein Zeichen, das der Ort zu jener Zeit ein wichtiger war. Ab 1880 entwickelte sich Balatonszemes zu einem Badeort. Zur Zeit des Sozialismus befand sich auf dem Gelände des Hunyady-Schlosses ein Kindererholungsheim.

## Sehenswürdigkeiten
- Eulenburg (bagolyvár)

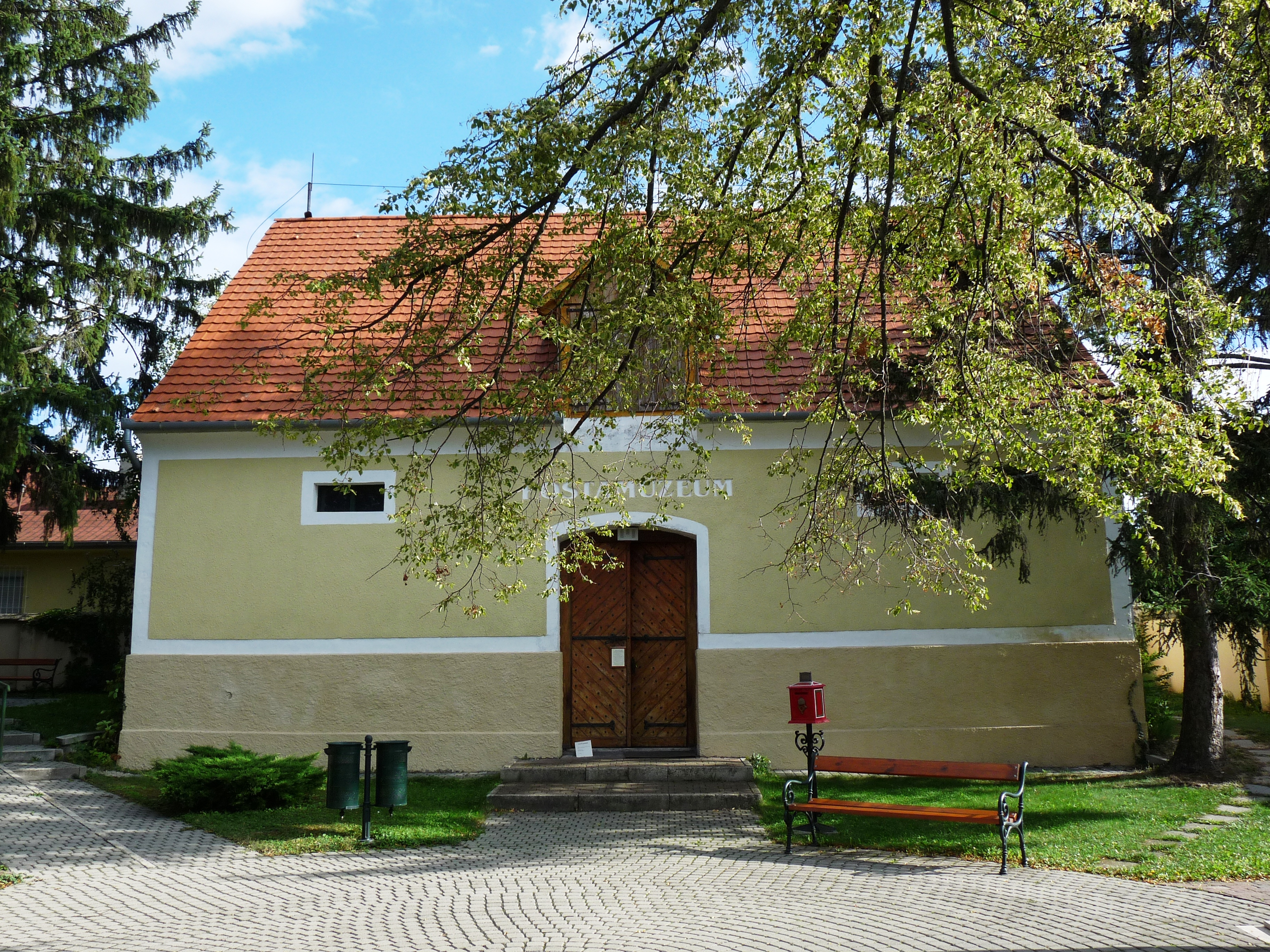
Postmuseum in Balatonszemes

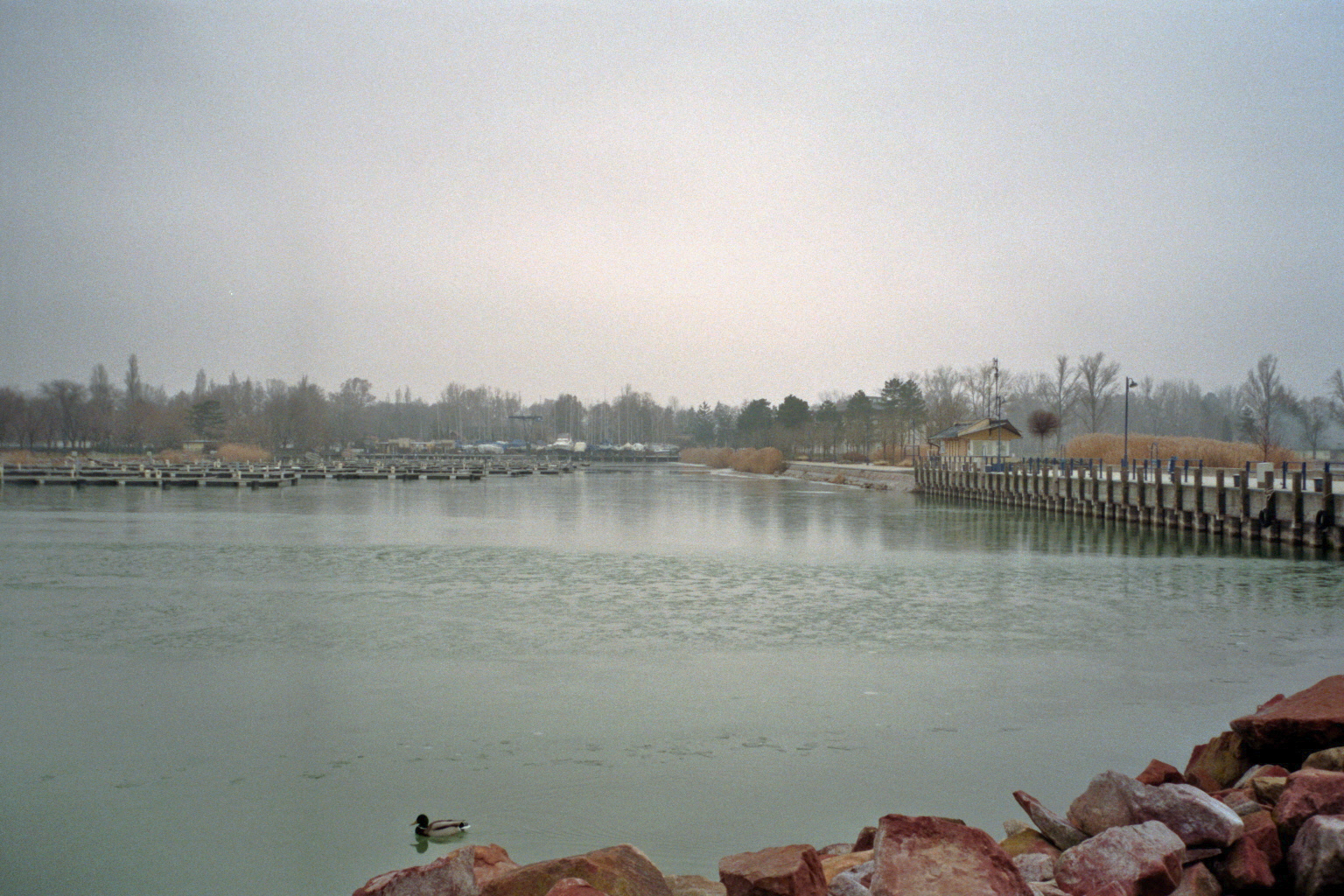
Hafen von Balatonszemes

- Getreidespeicher (uradalmi magtár) aus dem 18. Jahrhundert
- Hunyady Residenz (Hunyady-kastély)
- Postmuseum (postamúzeum, die ehemalige Postkutschenstation)
- Römisch-katholische Kirche Páduai Szent Antal
- Zoltán-Latinovits-Kulturhaus mit Bücherei und Museum (Latinovits Zoltán Művelődési Ház, Könyvtár és Múzeum)

## Verkehr
Balatonszemes liegt an der Hauptstraße Nr. 7. Die Autobahn M7 verläuft zwei Kilometer südlich des Ortes. Außerdem ist die Gemeinde angebunden an die Eisenbahnstrecke von Nagykanizsa nach Budapest Südbahnhof.

## Städtepartnerschaften
- Schönbrunn (Baden), Deutschland
- Sândominic, Rumänien

## Söhne und Töchter der Stadt
- Károly Reich (1922–1988), ungarischer Graphiker